# Petar Popović (joueur d'échecs)
Pour les articles homonymes, voir Petar Popović.
Petar Popović est un joueur d'échecs serbe né le 14 février 1959 à Orlovat en Yougoslavie. Grand maître international depuis 1981, il a représenté la Yougoslavie lors du championnat du monde d'échecs junior en 1977 (médaille de bronze), du tournoi interzonal de Subotica en 1987, du championnat du monde d'échecs par équipe à Lucerne en 1989 (médaille d'argent par équipe). et de quatre olympiades de 1986 à 1992. Il a remporté le championnat d'échecs de Yougoslavie (Serbie et Monténégro) en 1995.

## Palmarès
Popović a remporté les tournois de 
- Wroclaw 1979
- Bajmok 1980
- Pécs 1980
- Novi Sad 1981
- Polanica-Zdroj (mémorial Rubinstein, deuxième au départage) 1982
- Vienne 1982
- Bor (Serbie) 1985
- Djakarta 1986
- Pucarevo 1987 (tournoi zonal)
- Zenica 1989.
- Novi Sad 1995 (championnat de Yougoslavie)

En 1986, il fit match nul avec la championne du monde Maïa Tchibourdanidzé (+1, −1, =6).
En 1997, le championnat de Yougoslavie (Serbie et Monténégro) à Niksic se termina par une égalité à la première place entre quatre joueurs (Popović, Velimirović, Damljanović et Ivanović). Popović finit 2e-3e du tournoi de départage à Belgrade (victoire de Dragoljub Velimirović).